# Kościół św. Andrzeja Apostoła w Tokarach Pierwszych
Kościół świętego Andrzeja Apostoła w Tokarach Pierwszych – rzymskokatolicki kościół parafialny należący do parafii pod tym samym wezwaniem (dekanat dobrski diecezji włocławskiej).
Obecna świątynia kościół została wzniesiona w latach 1858–1861. W latach 2003–2008 budowla została odwilgocona i odgrzybiona, zostały założone nowe tynki na wysokości 1,5 m, odnowione zostały: polichromia i malowidła w całej świątyni. Przeprowadzono zostało również złocenie ołtarzy i chóru.
Budowla jest orientowana, wybudowano ją na planie prostokąta, posiada kwadratową wieżę w obrębie zachodniej części korpusu, wysuniętą płytkim ryzalitem na osi elewacji zachodniej. Prezbiterium nie jest wydzielone z bryły budowli, zamknięte jest półkolistą, dwukondygnacyjną apsydą. Na środku 
elewacji południowej znajduje się prostokątna kruchta. Świątynia nakryta jest dachem głównym dwuspadowym, narożniki budowli ujęte są narożnikowymi filarami zwieńczonymi architektonicznymi sterczynami – powyżej okapu dachu. Dach apsydy jest półstożkowy, czwarta kondygnacja wieży zwieńczona jest galeryjką z balustradą osadzoną na sterczynach wieńczących narożnikowe filary ścian wieży i – na środku – ostrosłupowym dachem hełmowym z kulą i krzyżem.
Wnętrze budowli jest halowe, trzynawowe, nakryte stropem – nawy zaakcentowane są przez 
dwa rzędy wielokątnych filarów, pomiędzy którymi rozpięte są okrągłołukowe archiwolty arkad. Ściany i strop są ozdobione bogatą polichromią. Ołtarze powstały w stylu klasycystycznym.